# Rapunzel (geslacht)
Rapunzel (Phyteuma) is een geslacht uit de klokjesfamilie (Campanulaceae). Het geslacht kent circa veertig soorten. Ze komen van nature voor in Europa en West-Azië.
Het zijn 5-90 cm hoge, vaste planten. De bladeren zijn afwisselend geplaatst. Op een enkele plant variëren de bladeren in grootte en vorm, de onderste bladeren zijn groter en breder dan de bovenste, die lang en smal zijn. De bladrand is getand.
De bloemen staan in dichte pluimen. Elke bloem heeft een smalle, diep vijflobbige bloemkroon van 1-2 cm of langer.
De meeste planten hebben paarse bloemen, maar lichtblauwe, zwarte, roze en witte komen ook voor. 
De bloemformule is: K(5) [C(5) A5] G(3).
De vrucht is een doosvrucht met veel kleine zaadjes.

## Soorten
In de Benelux komen in het wild voor:
- Phyteuma spicatum met twee ondersoorten:
  - Zwartblauwe rapunzel (Phyteuma spicatum subsp. nigrum)
  - Witte rapunzel (Phyteuma spicatum subsp. spicatum)

Hiernaast worden wel onderscheiden:
- Phyteuma balbisii
- Phyteuma betonicifolium
- Phyteuma charmelii
- Phyteuma comosum
- Phyteuma confusum
- Phyteuma globulariifolium
- Phyteuma hemisphaericum
- Phyteuma humile
- Phyteuma michelii
- Phyteuma orbiculare
- Phyteuma ovatum
- Phyteuma pauciflorum
- Phyteuma pedemontanum
- Phyteuma scheuchzeri
- Phyteuma sieberi
- Phyteuma speculum
- Phyteuma tenerum
- Phyteuma tetramerum
- Phyteuma vagneri
- Phyteuma zahlbruckneri

De naam 'Rapunzel' in het Duitse sprookje verwijst naar de Duitse naam voor (gewone) veldsla (Valerianella locusta).
... · 
P. confusum · 
P. spicatum · 
P. spicatum subsp. nigrum (Zwartblauwe rapunzel) · 
P. spicatum subsp. spicatum (Witte rapunzel) · 
...
... · 
Adenophora · 
Brighamia · 
Cyanea · 
Campanula (Klokje) · 
Campanulastrum · 
Delissea · 
Jasione · 
Legousia (Spiegelklokje) ·  
Lobelia (Lobelia) · 
Ostrowskia · 
Phyteuma (Rapunzel) · 
Trachelium · 
Wahlenbergia · 
...